# 伊瓦奇夫多利什尼
49°38′45″N 25°32′54″E / 49.64583°N 25.54833°E
伊瓦奇夫多利什尼（烏克蘭語：Івачів Долішній），是烏克蘭的村落，位於該國西部捷爾諾波爾州，由捷爾諾波爾區負責管轄，始建於十六世紀，面積1.81平方公里，海拔高度327米，2001年人口505，人口密度每平方公里279人。